# 주안갯골
주안갯골(朱安―)은 인천광역시 동구 송현동 인천항 북항 부근에서 동쪽으로 송림동, 서구 가좌동, 남동구 간석동까지 이어지던 수로이다. 상류에는 간석천이라는 잘안알려진 하천이 있다 원래는 바다의 갯골이었으나 1910년대 전후에 주안염전을 건설하면서 수로 모양이 되었으며, 주안염전이 매립된 이후 길이 약 4 km의 수로가 되었다. 1980년대까지만 해도 대부분의 구간이 미복개 상태로 되어 있었으나, 1990년대에 대부분 복개되어 상부에 동구구민운동장, 인천광역시의료원, 송림공구상가 등이 건설되었다.